# ホアキン・インダコエチェア
ホアキン・インダコエチェア（Joaquín Indacoechea 、2000年9月8日 - ）は、アルゼンチン・ブエノスアイレス州サン・マヌエル出身のプロサッカー選手。アルドシビ所属。ポジションは、ミッドフィールダー。

## クラブ歴
2015年、悪性リンパ腫の一つであるバーキットリンパ腫と診断され、療養を経て、2016年に復帰を果たした。2019年11月26日、1-5で敗れたアウェーのロサリオ・セントラル戦でプロデビューを果たした。